# Маријо Кржић
Маријо Кржић (Голубинци, 26. август 1968) је српски терапеут и комичар. Одрастао у Руми, где је завршио и основну и средњу школу. 1995. године посао га одводи из Руме, те наредних година живи и ради у Београду, потом у Лимасолу, Кипар, а затим и у Новом Саду све до 2004. године када се враћа у Руму. Од 1998. ожењен је са Маријом Карачоњи Кржић са којом има сина Александра, и ћерку Адријану.

## Каријера
Највећи део каријере коју је започео 1990. године, провео је у ИТ индустрији.
- 1995. године објављује књигу, приручник „Visual Basic 4.0“ и учествује у изради још неколико књига.
- U maju 1996. је постао први Microsoft Certified Professional у Србији, односно тадашњој СРЈ .
- 1997. преузима место директора школе рачунара „ЦЕТ“ и учествује у њеном стварању.
- ИТ каријеру завршава 2007. као „Менаџер за развој бизниса“ у компанији Спинакер, групације Comtrade.
- Од 2009. почиње да пише књиге и покреће предавања из области хипнозе, НЛП-а, као и lajf-коучинг семинаре.
- Од 2012. постаје регионални саветник међународне асоцијације хипнотизера (IHA[1]) за територију Централног Балкана.

## Остварења
Од 2009. објавио је sledeće књигe:
- 2009. превод и припрема књиге "Кључ успеха"[2] (Порталибрис Београд).
- 2009. књига "Технике подсвесне комуникације"[3] - НЛП и друге технике прикривене хипнозе - (самостално издање).
- 2010. књига "Снага је у нама"[4] (Порталибрис Београд).
- 2011. књига "Кораци до успеха"[5] (Порталибрис Београд).
- 2012. књига "Технике подсвесне комуникације" проширено издање (Порталибрис Београд).
- 2013. књига "Технике за бољи живот[6]" (Порталибрис Београд).
- 2014. књига "Мислима дo богатства[7]" (Порталибрис Београд).
- 2018. књига "Добре мисли за све прилике[8]" (Порталибрис Београд).
- 2023.-надаље серијал књига "Ваш лични саветник" са насловима: "Уметност хипнотичког завођења[9]", "Практични водич за баланс између посла и породице[10]" и "20 разлога због којих се не достижу циљеви[11]" све у издању куће Порталибрис Београд.
- 2024. објављује први роман под насловом "Умеш ли са бројевима?[12]".

Доприноси у области комуникације и терапеутског рада
- Од 2007. године скреће пажњу на значај и важност подсвесне комуникације што уоквирује у посебну тему изучавања. Резултат тога је и књига "Технике подсвесне комуникације"[3] чије прво издање излази 2009. године.
- 2020. године развија нову терапеутску методу, "Complete Restoration Therapy(tm)[13]", као комбинацију хипнотичке сугестије, НЛП техника и СФБТ психолошког правца. Метода је осмишљена као универзална како би се на потпуно исти начин могла примењивати на различите врсте проблема који муче људе. Она дефинише и труди се да елиминише све оне елементе који утичу на неуспех класичних терапеутских метода, истовремено увећавајући поверење клијента према терапеутовом раду.
- Од 2024. године интензивно развија теоријски оквир и едукативне програме НЕДС-а (Neuro-Entity Dynamics System[14]), интердисциплинарне методологије која обједињује савремена неуронаучна сазнања, телесно оријентисане технике и психо динамичке принципе. НЕДС се бави системским мапирањем и трансформацијом „неуро-ентитета” – понављајућих емоционално-когнитивних образаца који обликују понашање и субјективно благостање. Кроз развој вишестепених курсевa и програма сертификације, овај приступ је већ ушао у практичну употребу међу психотерапеутима и коучевима као иновативан алат за дубински рад са клијентима.

## Тренинзи
- Од 2009. организује различите семинаре и курсеве НЛП-а, хипнозе и модерне психологије.
- Од 2010. организује курсеве хипнотерапије који добијају акредитацију међународне асоцијације хипнотозера (International Hypnosis Association[15]) и издаје међународне сертификате за хипнотерапеуте.
- Од 2012. акредитује и своје курсеве за сертификат НЛП практиканта (NLP Practitioner) у истој асоцијацији.

## Комедија
- Од 1990-1995 глуми у градском позоришту у Руми, чији је и оснивач и први председник .
- 2011. се пријављује и побеђује на другом такмичењу стендап комичара у Београду.
- Од пролећа 2011. са стендап комедијом наступа у и изван Србије.
- Исте године наступа као специјални гост и у неколико епизода ток шоу емисије Фајронт република.